# Стрельна (село)
Стре́льна — упразднённое в 1988 году село в Терском районе Мурманской области. Известно с 1563 года. Находилось на Терском берегу Кольского полуострова Белого моря. В настоящий момент село не имеет постоянного населения и сезонно посещается.

## География
Располагался в устье реки Стрельна на левом берегу, в 245 км от посёлка Умба.

## История
Селение основано в XVII веке как промысловая семужья тоня Соловецкого монастыря, включало одну избу и амбар.
Впервые упоминается как промысловая тоня Варзужской волости в писцовых книгах 1563 года.
В 1846 году в селе проживала семья Котловых, насчитывавшая 9 человек. К 1855 году в селе насчитывалось 5 дворов и 33 жителя. 14 июля 1855 года деревня, после нападения англо-французской эскадры, почти полностью сгорела.
с 1866 — в составе Тетринской волости; в 1920—1988 — Чапомского сельсовета Терского района (с 1927).
Ликвидирована в 1988 году.

## Население
Численность населения — до 150 чел. [9 — в 1846, 33 (5 дворов) — в 1855, 71 (10) — в 1900, 84 (14) — в 1918, 84 (15) — в 1926, 125 — в 1938).

## Инфраструктура
Основа экономики — рыболовство. С 1930-х — в составе рыболовецкого колхоза «Волна», рыбообрабатывающая фактория (сёмга). В настоящее время рядом с посёлком, на острове в устье реки Стрельна, располагается стационарный рыболовный лагерь для любителей лососевой рыбалки.

## Транспорт
Расположен на местной лесной дороге, идущей по берегу, вдоль Белого моря. В 13-ти километрах к востоку находится посёлок Чапома, в 20 км к западу - посёлок Тетрино, далее дорога доходит до устья Варзуги. Дорога пересекает устья рек, частью идёт по литорали, проходима на автомобилях высокой проходимости.

## Источник
- Данные основаны по карте № 90 автодорожного атласа «Россия и ближнее зарубежье». ISBN 9854090477